# 索爾茲伯里 (多米尼克)
索爾茲伯里是加勒比海島國多米尼克圣约瑟夫区的一个城鎮，也是該區的第二大城鎮（僅次於該區首府聖約瑟夫），位於該島西北海岸，海拔高度50米，2001年人口2,129人。
1. 1 2  Commonwealth of Dominica, Population and Housing Census — 2001. Roseau, Dominica: Central Statistical Office, Ministry of Finance and Planning, Kennedy Avenue, 2001.